# Col de Faye
Le col de Faye est un col des Alpes du Sud, situé dans le département français des Hautes-Alpes, sur la commune de Ventavon, à 924 mètres d'altitude.
C'est un passage routier entre la vallée du Buëch et le val de Durance. Il est emprunté par la route départementale 21.

## Activités

### Rallye automobile
Le col a été emprunté par le rallye Monte-Carlo :
- en 1999 lors de l'épreuve spéciale 1 ;
- en 2003 lors des épreuves spéciales 5 et 6 ;
- en 2014 lors de l'épreuve spéciale 9 ;
- en 2015 lors de l'épreuve spéciale 10 ;
- en 2016 lors de l'épreuve spéciale 11 ;
- en 2017 lors de l'épreuve spécial 9-11[2].